# Bob Cooper
Bob Cooper (ur. 6 grudnia 1925 w Pittsburghu, zm. 5 sierpnia 1993 w Los Angeles) –
amerykański muzyk jazzowy grający przeważnie na saksofonie tenorowym, ale znany też jako jeden z pierwszych,
którzy grali jazzowe solówki na oboju.

## Życiorys
Po maturze zdanej w Pittsburghu uczył się gry na klarnecie. W 1945 został członkiem orkiestry Stana Kentona
(zastąpił tam Stana Getza). W 1947 poślubił wokalistkę zespołu June Christy, z którą miał córkę Shay. Po rozstaniu z Kentonem w 1951 pracował jako muzyk sesyjny na Zachodnim Wybrzeżu m.in. razem z Shellym Manne’em, Barneyem Kesselem, Annie Ross czy Pete’em Rugolo. Później został jednym z członków zespołu prowadzonego przez kontrabasistę Howarda Rumseya. Razem z takimi muzykami jak Shelly Manne, Jimmy Giuffre, Shorty Rogers, pianista Frank Patchen, puzonista Milt Bernhart występowali w klubie Lighthouse w Hermosa Beach jako Lighthouse-All Stars.
Często towarzyszył żonie, akompaniując jej podczas tournée po Japonii, Południowej Afryce czy Europie. Grał też w różnych zespołach towarzyszących takim wokalistom jak Ella Fitzgerald, Bing Crosby, Anita O’Day, Mel Tormé czy Patti Page.
Przez niemal trzy dekady (lata 60.–80.) pracował jako muzyk sesyjny komponując i nagrywając dla potrzeb studiów filmowych i telewizyjnych. Starał się jednak koncertować i, póki w Los Angeles istniały takie kluby Carmelo's, The Haig, Donte's grał w nich, choć z czasem coraz rzadziej. Występował wraz z takimi muzykami jak dawny towarzysz z Lighhouse – Shorty Rogers,
czy też Terry Gibbs oraz wieloma innymi (Bob Florence, Frank Capp, Nat Pierce, Bill Berry).
Ostatnim studyjnym nagraniem Boba Coopera były rejestracje utworów na album Karrin Allyson Sweet Home Cookin (1993), gdzie grał na saksofonie tenorowym.
W 1989 otrzymał nagrodę Los Angeles Jazz Society za wkład w rozwój i historię jazzu.
Bob Cooper zmarł 5 sierpnia 1993 w wyniku ataku serca.

## Dyskografia (wybór)
- 1947 Stan Kenton – A Presentation of Progressive Jazz (Capitol)
- 1954 Maynard Ferguson – Maynard Ferguson Hollywood Party (EmArcy)
- 1954 Maynard Ferguson – Jam Session featuring Maynard Ferguson (EmArcy)
- 1955 Maynard Ferguson – Dimensions (EmArcy)
- 1955 Shifting Winds (Capitol)
- 1956 Flute and Oboe of Bud Shank and Bob Cooper (Pacific Jazz)
- 1957 The Travelling Mr. Cooper
- 1957 Coop! The Music Of Bob Cooper (Contemporary)
- 1979 Tenor Sax Jazz Impressions
- 1980 Bob Cooper Plays the Music of Michel Legrand
- 1985 In a Mellotone (Contemporary/Fantasy)
- 1991 For All We Know
- 1993 Mosaic (Capri)